# Irina Welihanowa
Irina Rodionowna Welihanowa (ur. 17 marca 1996) – turkmeńska lekkoatletka. Brązowa medalistka z halowych mistrzostw Azji.

## Kariera
W swoich pierwszych startach międzynarodowych w zawodach startowała na mistrzostwach świata juniorów w 2013 roku w Doniecku, gdzie zajęła 33. miejsce. W następnym roku zajęła 10. miejsce w pięcioboju halowym na halowych mistrzostwach Azji w Hangzhou i zakończyła mistrzostwa świata juniorów w Eugene na 22. miejscu. W 2016 roku zajęła 4. miejsce na halowych mistrzostwach Azji w Doha, a także na azjatyckich igrzyskach halowych i sztuk walki w Aszchabadzie w 2017 roku, gdzie zdobyła 3787 punktów. W następnym roku zdobyła brązowy medal na halowych mistrzostwach Azji w Teheranie, zdobywając 3730 punktów. Na mistrzostwach Azji 2019 w Doha zajęła ósme miejsce z 5344 punktami.
W 2018 roku została mistrzynią Turkmenistanu w siedmioboju, a także halową mistrzynią w biegu na 60 m przez płotki w 2017 i w pięcioboju halowym w 2019.